# Wilhelm Dittmann

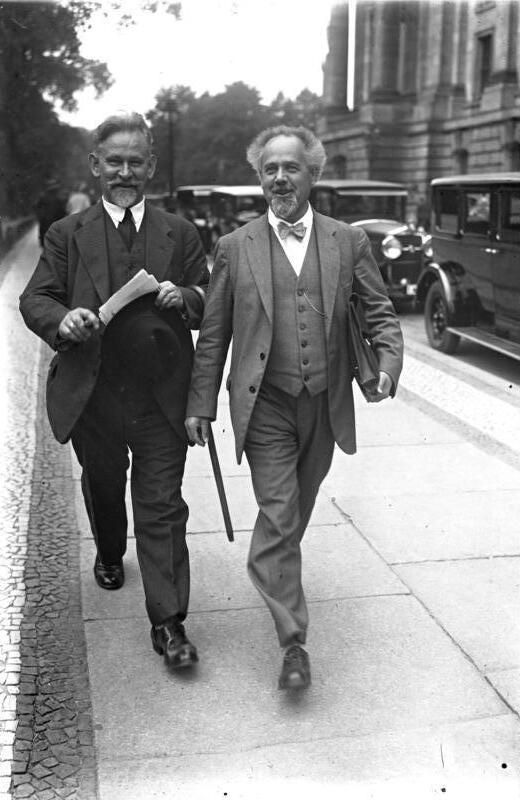
Wilhelm Dittmann (à gauche) et Arthur Crispien le 18 juillet 1930

Wilhelm Dittmann, né le 13 novembre 1874 à Eutin et mort le 7 août 1954 à Bonn, est un homme politique allemand.

## Biographie
Il fait un apprentissage de charpenterie. En 1894, il rejoint le SPD et est rédacteur dans les organes à Bremerhaven et Solingen (Bergische Arbeiterstimme (de)). En 1904, il devient secrétaire du parti à Francfort-sur-le-Main. En 1909, il revient en Basse-Rhénanie et remporte la circonscription de Remscheid-Lennep-Mettmann au Reichstag.
En 1915, il vote pour la première fois contre les crédits de guerre pour financer la Première Guerre mondiale, est exclu du SPD et fonde en 1916 avec Hugo Haase et Georg Ledebour le Sozialdemokratische Arbeitsgemeinschaft. En 1917, il est fondateur du Parti social-démocrate indépendant d'Allemagne (USPD). En février 1918, il est condamné pour trahison à cause de sa participation à la grève des travailleurs de l'armement à cinq ans d'emprisonnement. Il est libéré le 15 octobre 1918.
Pendant les premières semaines de la Révolution de novembre (du 10 novembre au 29 décembre 1918), il est membre du Conseil des commissaires du peuple pour l'USPD. En 1920, il est élu au Reichstag pour l'USPD et participe pour le parti au deuxième congrès mondial de l'Internationale communiste à Moscou, il refuse une adhésion de l'USPD à l'Internationale et une association avec le KPD.
Dittmann devient le dirigeant de l'USPD alors que la majorité de ses membres ont rejoint le KPD et demande la réunification avec le SPD en 1922. À l'automne 1922, Dittmann rejoint le conseil d'administration du parti uni et assume le rôle de président exécutif du groupe parlementaire social-démocrate. De 1920 à 1925, il est vice-président du Reichstag.
Quelques jours après la prise du pouvoir des nazis, il fuit en Suisse et n'est pas au procès qui fait des hommes politiques de la République de Weimar les "Criminels de novembre". En 1951, il revient en Allemagne de l'Ouest et travaille aux archives du SPD à Bonn.